# Liste der Auslandseinsätze des Technischen Hilfswerks
Im Folgenden die Auflistung der Auslandseinsätze des Technischen Hilfswerks sortiert nach Jahren.

## 1950–1989
| Jahr | Land        | Bemerkung |
| ---- | ----------- | --- |
| 1953 | Niederlande | Sturmflut |
| 1963 | Jugoslawien | Bau von Notunterkünften nach Erdbeben in Skopje |
| 1967 | Italien     | Erdbeben |
| 1969 | Jugoslawien | Wiederaufbau eines Kinderkrankenhaus nach Erdbeben in Banja Luka |
| 1984 | Mexiko      | Bergungseinsatz nach Erdbeben in Mexiko-Stadt. Die bei diesem Einsatz gemachten Erfahrungen führten schließlich zur Gründung der Schnell-Einsatz-Einheit-Bergung-Ausland SEEBA |

## 1990–1999
| Jahr | Land           | Bemerkung                                            |
| ---- | -------------- | ---------------------------------------------------- |
| 1990 | GUS            | Hilfstransporte                                      |
| 1991 | Iran           | Erdbeben                                             |
| 1993 | Somalia        | Mogadischu                                           |
| 1995 | Zaire-Tiefland | Trinkwasseraufbereitung in Flüchtlingslagern um Goma |

## 2000–2009
| Jahr | Land                         | Bemerkung |
| ---- | ---------------------------- | --- |
| 2000 | Frankreich                   | Zu Beginn des Jahres 2000 hatte das THW den größten Auslandseinsatz in Frankreich. Mehr als 1500 Helfer halfen bei der Beseitigung von Schäden durch Winterstürme.                                                                      |
| 2002 | Spanien                      | Bekämpfung der Ölkatastrophe in Spanien, ausgelöst durch die Havarie des Öltankers Prestige |
| 2002 | Bosnien und Herzegowina      | Trinkwasser für Srebrenica |
| 2002 | Kenia                        | Brunnen-Rehabilitation im Distrikt Garissa erfolgreich abgeschlossen |
| 2002 | Tschechien                   | Einsatz in Tschechien beim Hochwasser in Mitteleuropa |
| 2002 | Demokratische Republik Kongo | Vulkanausbruch verwüstet Goma |
| 2002 | Sierra Leone                 | Nach dem Ende des Bürgerkriegs in Sierra Leone war das THW im Rahmen der UN-Friedensmission United Nations Mission in Sierra Leone (UNAMSIL) für die Wartung und Instandsetzung der Generatoren der UN im ganzen Land zuständig.        |
| 2003 | Frankreich                   | Flutkatastrophe in Südfrankreich Ende 2003: Insgesamt 1300 THW-Einsatzkräfte kämpften ca. 14 Tage gegen die Fluten – mit einer Pumpleistung von rund 670 Kubikmetern pro Minute.                                                        |
| 2004 | Thailand                     | Seebeben im Indischen Ozean 2004 in Thailand, Sri Lanka, Indonesien und Malediven |
| 2005 | Liberia                      | Nach dem Ende des Bürgerkriegs in Liberia war das THW von Mai 2005 bis August 2007 im Rahmen der UN-Friedensmission United Nations Mission in Liberia (UNMIL) für die Wartung und Instandsetzung der Generatoren in Monrovia zuständig. |
| 2005 | USA                          | Einsatz nach dem Hurrikan Katrina in New Orleans |
| 2006 | Libanon                      | Die Fachgruppe SEEWA half bei der Trinkwasseraufbereitung im Südlichen Libanon. |

## 2010–2019
| Jahr      | Land                               | Bemerkung |
| --------- | ---------------------------------- | --- |
| 2010      | Haiti                              | Trinkwasserbereitung und technische Hilfeleistungen nach dem Erdbeben auf Haiti |
| 2010      | Polen                              | Hilfe beim Hochwassereinsatz in Polen im Frühjahr 2010 |
| 2011      | Japan                              | Vom 13. bis 15. März 2011 leistete das THW mit 38 Helfern der Schnelleinsatzeinheit Bergung Ausland (SEEBA), drei Spürhunden und zwölf Tonnen Material Hilfe bei der Ortung und Bergung von Opfern des Tōhoku-Erdbebens in Japan.                                                    |
| 2012      | Jordanien                          | Seit 2012 betreut das THW im Auftrag der UNICEF den Bereich „WASH“ (Water, Sanitary, Hygiene) in den Flüchtlingslagern in Jordanien. |
| seit 2013 | Irak                               | Seit 2013 betreut das THW im Auftrag der UNICEF sowie regionaler Stellen (IDP-Programm) den Bereich „WASH“ (Water, Sanitary, Hygiene) in mehreren Flüchtlingslagern in der autonomen Region Kurdistan im Nordirak.                                                                   |
| 2013      | Philippinen                        | Nach dem Taifun Haiyan auf den Philippinen im November 2013 ist das THW mit der Trinkwasserversorgung in bestimmten zerstörten Bereichen beauftragt. |
| 2014      | Bosnien-Herzegowina                | Mai 2014: Hochwasser auf dem Balkan (Bosnien-Herzegowina, Serbien) nach Balkantief Yvette – Einsatz HCP-Module, SEEWA. |
| 2014      | Dänemark                           | August 2014: Starkregen in Tondern – Einsatz von zwei Fachgruppen Wasserschaden/Pumpen. |
| 2014–2015 | Ghana, Sierra Leone, Guinea, Benin | September 2014: Bei der Ebolafieber-Epidemie in Westafrika unterstützt das THW in Zusammenarbeit mit der Hilfsorganisation Emergency.lu u. a. die UNMEER mit Hilfe bei der Logistik, dem Aufbau von Kommunikationstechnik und der Versorgung mit Trinkwasser und elektrischem Strom. |
| 2015      | Nepal                              | April 2015: Bei einem Erdbeben in Nepal kamen mindestens 3600 Menschen ums Leben. Das THW unterstützt dort die Trinkwasserversorgung mit der SEEWA. |
| 2019      | Luxemburg                          | Schwere Beschädigung von etwa 100 Häusern durch einen Tornado. Alarmierung von 80 Einsatzkräften und mehreren Fachberatern. |

## Seit 2020
| Jahr | Land      | Bemerkung |
| ---- | --------- | --- |
| 2020 | Libanon   | Nach einer Explosionskatastrophe im Hafen von Beirut entsendet die Bundesrepublik das THW mit seiner SEEBA Einheit um bei der Suche und Bergung von Verletzten zu unterstützen.                                                                                          |
| 2023 | Türkei    | Februar 2023: Schwere Erdbeben trafen den Süden der Türkei und den Norden Syriens. Die Bundesrepublik entsandte eine SEEBA-Einheit, die in Zusammenarbeit mit anderen Hilfsorganisationen, u. a. I.S.A.R. Germany, bei der Suche und Bergung von Vermissten unterstützt. |
| 2023 | Slowenien | August 2023: Tief Zacharias löste in Slowenien Erdrutsche und Überschwemmungen aus. Etwa 100 Einsatzkräfte des THW leisteten innerhalb von zwei Wochen Hilfe, beispielsweise durch die Beräumung von Zufahrtswegen und den Bau zweier Behelfsbrücken in Prevalje.        |
| 2023 | Ukraine   | U. a. Oktober 2023: Im Nachgang des russischen Überfalls auf die Ukraine 2022 leistete das THW wiederholt Hilfslieferungen, darunter einen Abrissbagger, Kipper und weitere Gerätschaften in „frontnahe Gebiete“ sowie Walzen für den Straßenbau.                        |